# Чериленд
Чериленд (Cherryland, „Черешова земя“) е населено място в окръг Аламида, в района на залива на Сан Франциско, щата Калифорния, Съединените американски щати.
Има население от 13 837 души (2000) и обща площ от 3 кв. км (1,2 кв. мили).
Чериленд се намира между градовете Сан Леандро на север и Хейуърд на юг.
1. ↑  data.census.gov //   Посетен на 1 януари 2022 г.